# 3'-demetilstaurosporina O-metiltransferasi
La 3'-demetilstaurosporina O-metiltransferasi è un enzima appartenente alla classe delle transferasi, che catalizza la seguente reazione:
S-adenosil-L-metionina + 3′-demetilstaurosporina ⇄ S-adenosil-L-omocisteina + staurosporina
L'enzima catalizza la tappa finale della biosintesi della staurosporina, un antibiotico alcaloidale che è un potente inibitore delle protein-chinasi, soprattutto della proteina chinasi C.